# Moord in Mesopotamië
Moord in Mesopotamië is een detective- en misdaadverhaal geschreven door Agatha Christie. Het werk verscheen initieel op 6 juli 1936 onder de titel Murder in Mesopotamia en werd uitgegeven door de Britse Collins Crime Club. In de Verenigde Staten werd het werk uitgegeven door Dodd, Mead and Company later in datzelfde jaar. De Nederlandstalige versie verscheen in 1954 en werd uitgegeven door de A.W. Sijthoff's Uitgeversmaatschappij.

## Verhaal
Poirot is op reis in Irak als zijn hulp wordt ingeschakeld om de moord op Louise Leidner te onderzoeken. Haar man Erich leidt de opgravingen op een site bij (het fictieve) Hassanieh. Het is al snel duidelijk dat Louise's schedel werd ingeslagen met een groot voorwerp. Dat voorwerp bevindt zich niet op de plaats delict en alles wijst er op dat de dader zich in het huis bevond.
Verpleegster Leatheran vertelt Poirot dat Louise ooit getrouwd was met de Duitser Frederick Bosner. Deze bleek een spion te zijn en werd ter dood veroordeeld. Tijdens zijn transport gebeurde een ongeval waarbij de man omkwam. Louise had met deze man een zoon die al vijftien jaar spoorloos is. Poirot vermoedt dat deze zoon William Bosner is, een graver op de site. 
Anne Johnsson, een collega van Erich, heeft een eigen theorie over hoe iemand het huis ongemerkt kan binnendringen. Nog voordat zij haar visie kan vertellen, wordt ze stervende aangetroffen terwijl ze met haar laatste woorden "het raam, het raam!" zegt. Leaterhan vermoedt daardoor dat de moordenaar op een of andere manier via het raam is binnengedrongen.
Poirot komt tot de conclusie dat Frederick Bosner niet omkwam tijdens het transport, maar wel ene Erich Leidner, een mede-gevangene. Daarop nam Frederick de identiteit aan van Erich en hertrouwde vijftien jaar later met Louise, die hem niet herkende. Louise werd later verliefd op Richard Carey en dat was het motief van Erich om haar te vermoorden. Omdat Anne ook een theorie zou hebben over hoe de moord werd gepleegd, vermoordde Erich haar ook.
Uiteindelijk blijkt dat Erich op het dak van het huis stond met een kweern dewelke omwikkeld was met een koord. Via een list zorgde Erich er voor dat Louise door haar vensterkamer keek. Daarop liet Erich de kweern op haar hoofd vallen. Vervolgens ging hij naar Louise's kamer om het lijk te verleggen en sloot het venster.
En passant lost Poirot ook nog een serie diefstallen op de site op. Ali Yusuf en Raoul Menier, die zich voordoen als epigrafen, verwisselen originele stukken met replica's. Door een tip van Poirot kan het duo gearresteerd worden als ze zich in Beiroet willen inschepen.

### Verfilming
Het boek werd in 1992 verfilmd voor de serie Agatha Christie's Poirot met David Suchet in de rol van Poirot. Er werden enkele wijzigingen doorgevoerd waaronder:
- Hastings werd in het verhaal toegevoegd als oom van William Coleman
- De rol van Leatheran is beperkt. Zij is een nevenpersonage geworden, terwijl zij in het boek een hoofdpersonage is, die de zaak samen met Poirot tracht op te lossen.

## Trivia
- Christie baseerde haar personage Louise Leidner op Katharine Woolley, de vrouw van de archeoloog Leonard Woolley. Christie's man Max Mallowan deed onder leiding van Woolley opgravingen in Oer.